# Bowlesia
Bowlesia är ett släkte i familjen flockblommiga växter. Det har sitt ursprung i Nord- och Sydamerika, men B. incana har naturaliserats i Frankrike och Pakistan.

## Arter
Enligt Plants of the World Online har släktet 16 accepterade arter:

- Bowlesia argenticaulis Mathias & Constance
- Bowlesia flabilis J.F.Macbr.
- Bowlesia hieronymusii H.Wolff
- Bowlesia incana Ruiz & Pav.
- Bowlesia lobata Ruiz & Pav.
- Bowlesia macrophysa Zoellner
- Bowlesia palmata Ruiz & Pav.
- Bowlesia paposana I.M.Johnst.
- Bowlesia platanifolia H.Wolff
- Bowlesia ruiz-lealii Mathias & Constance
- Bowlesia setigera H.Wolff
- Bowlesia sodiroana H.Wolff
- Bowlesia tenella Meyen
- Bowlesia tropaeolifolia Gillet & Hook.
- Bowlesia uncinata Colla
- Bowlesia venturii Mathias & Constance

## Bildgalleri

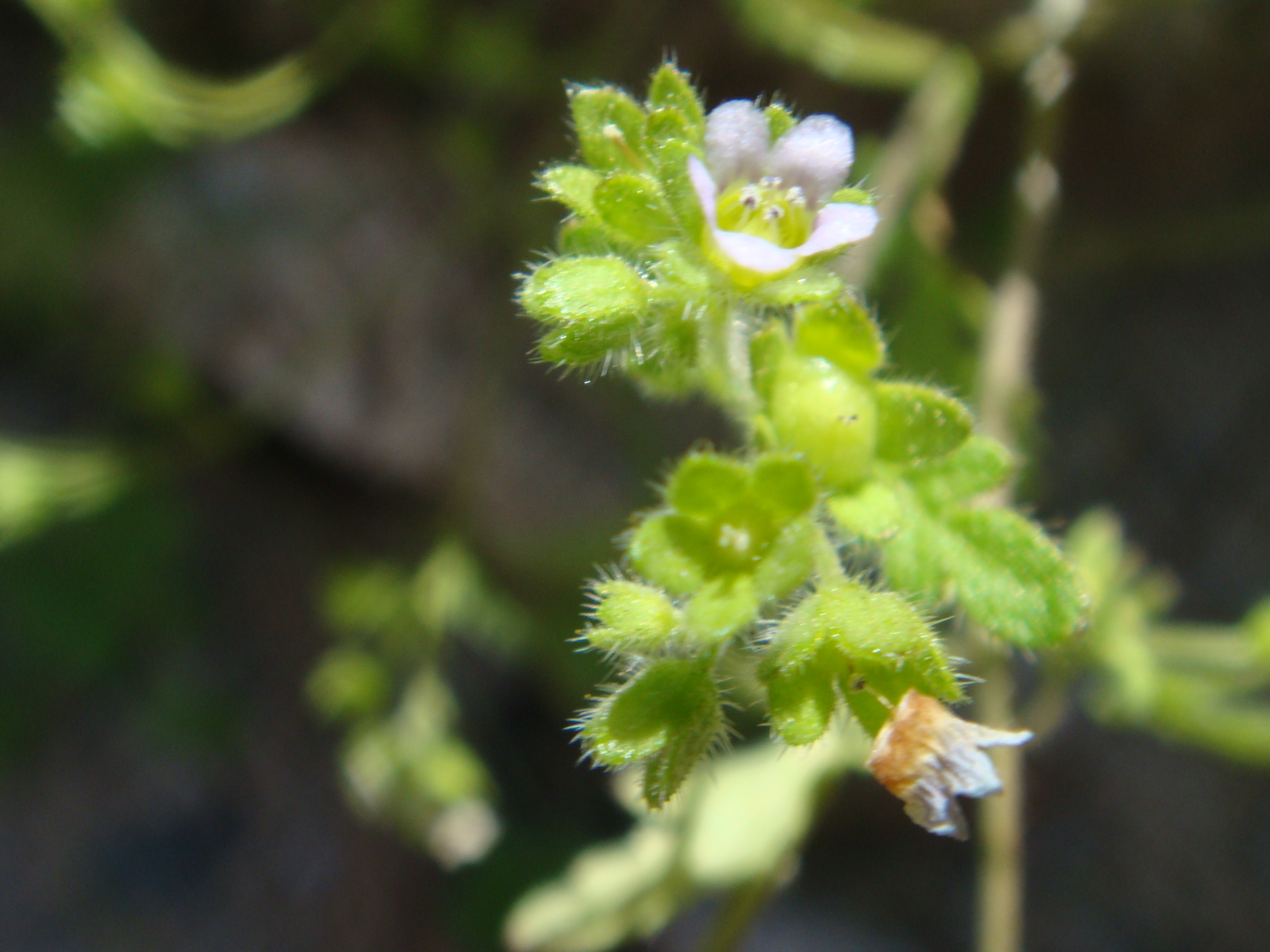
B. incana
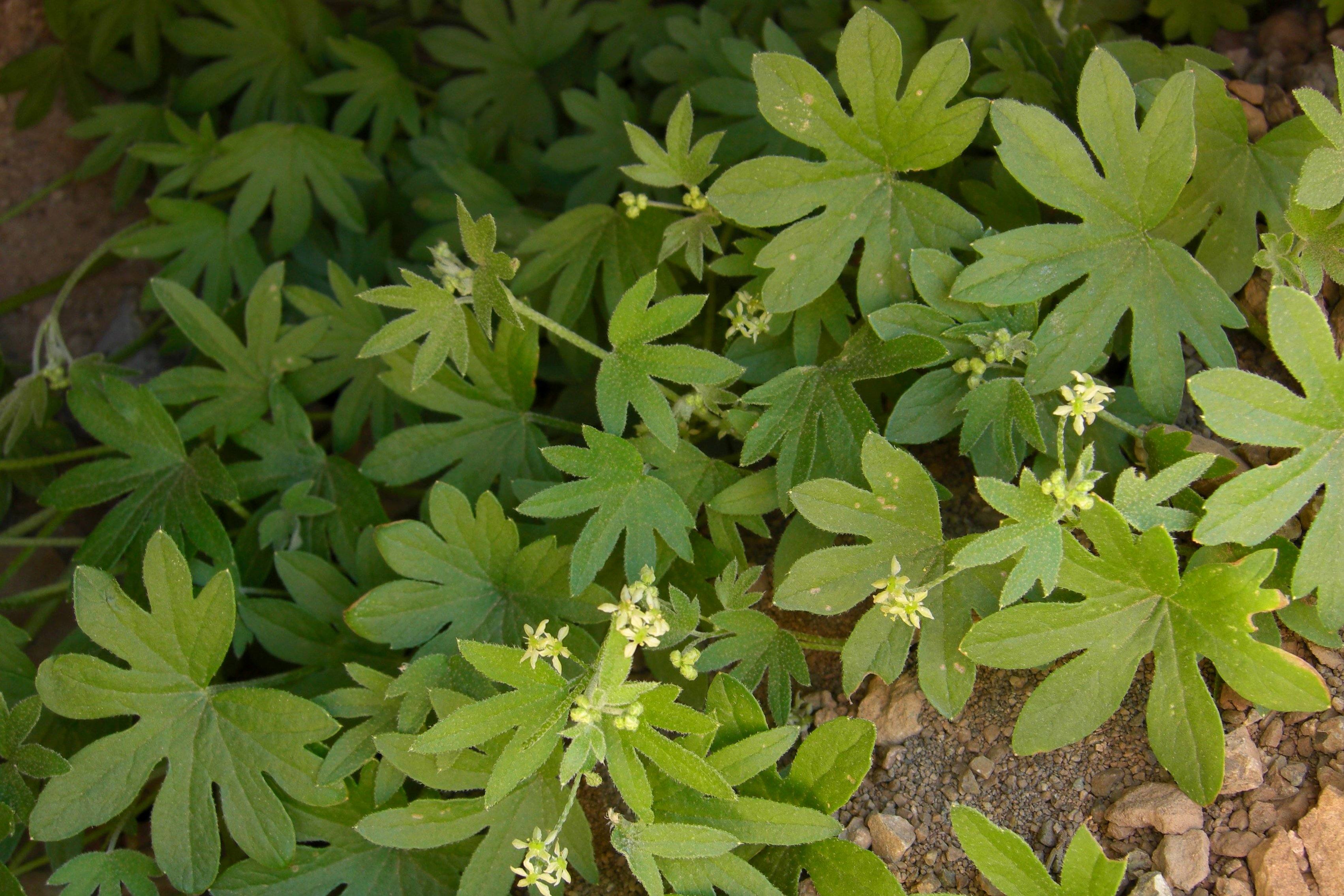
B. tropaeolifolia
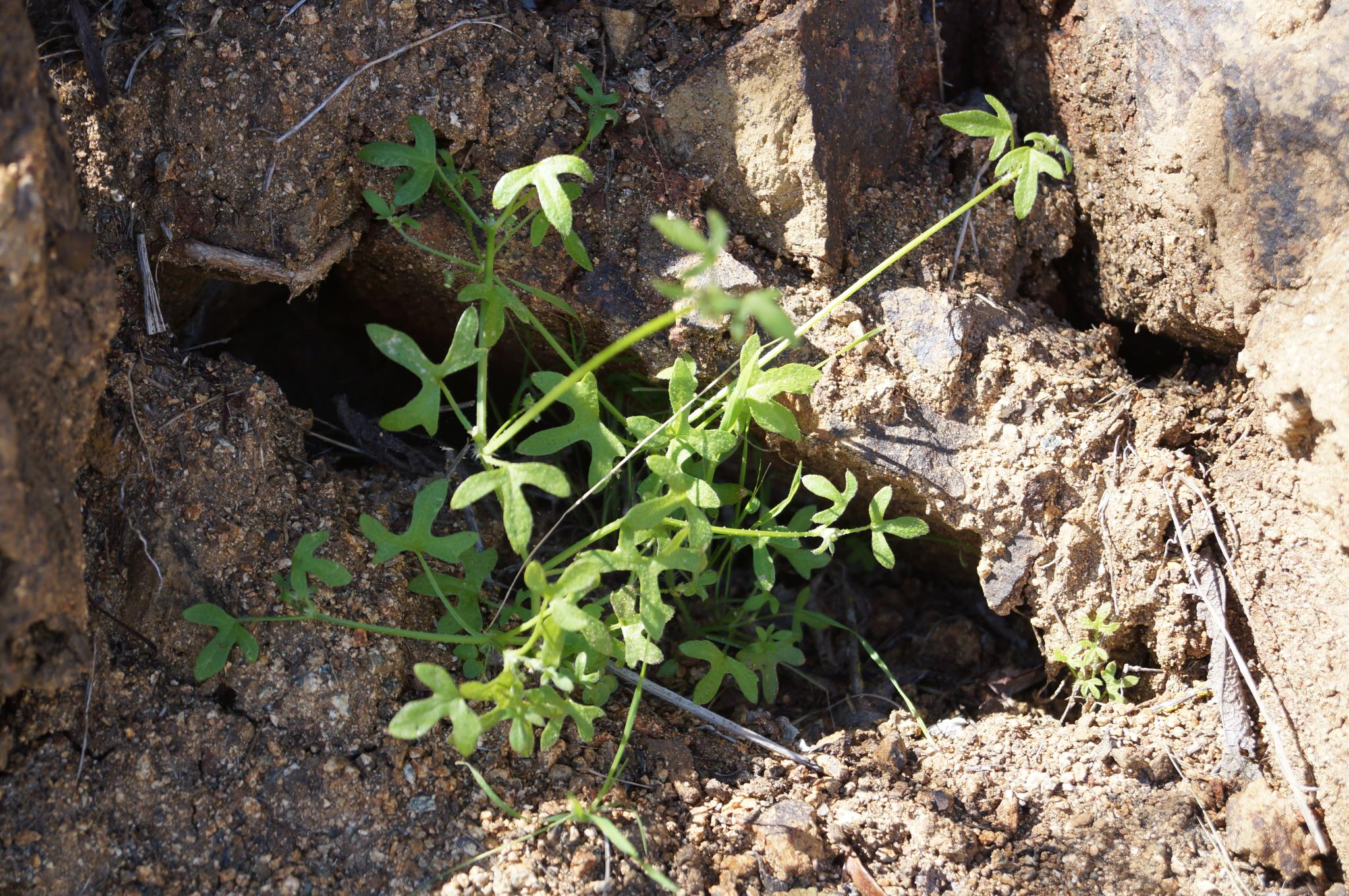
B. uncinata